# No me digas adiós
No me digas adiós  es una película cuyo nombre en portugués fue Não me digas adeus, coproducción de Brasil y Argentina en blanco y negro dirigida por Luis José Moglia Barth según el guion de Joracy Camargo que se estrenó el 10 de octubre de 1950 y que tuvo como protagonistas a Josefina Díaz de Artigas, Manuel Collado Montes y Nelly Darén .

## Sinopsis
Una argentina y un brasileño se enamoran y, a su vez, sus respectivos novios también lo hacen entre sí.

## Reparto
- Linda Batista
- Lourdinha Bittencourt
- Luiz Bonfá
- Moraes Cardoso
- Darcy Cazarré
- Older Cazarré
- Hugo Chemin
- Manuel Collado Montes
- Pablo Cumo
- Regina Célia
- Nelly Darén
- Luz del Fuego
- Anselmo Duarte
- Josefina Díaz de Artigas
- Oswaldo de Moraes Eboli
- Carlos Gil
- Mary Ladeira
- Hedimar Martins
- Sara Nobre
- Vera Nunes
- Nilza Oliveira
- Suely Oliveira
- Francisco Pacheco
- Nélia Paula
- Alberto Ruschel
- Paulo Ruschel